# Samsung Galaxy M54 5G
O Samsung Galaxy M54 5G é um smartphone Android lançado em abril de 2023 pela Samsung Electronics. Faz parte da série Galaxy M, que é voltada para o mercado intermediário. Destaca-se por ter suporte à rede 5G, uma tela Super AMOLED+ de 6,7 polegadas com taxa de atualização de 120 Hz, uma câmera traseira composto por três lentes com sensor principal de 108 megapixels e uma bateria de 6000 mAh com carregamento rápido de 25 W.

## Especificações

### Hardware
O Galaxy M54 5G possui um processador octa-core Samsung Exynos 1380 (5 nm) compatível com a rede 5G, que oferece bom desempenho e eficiência energética. Sua tela é de 6,7 polegadas, com proporção de 20:9 e resolução de 1080x2400. A tela também tem uma taxa de atualização de 120Hz e um orifício para a câmera frontal de 32 MP. Além disso, o smartphone tem um recurso chamado Foco na Voz, que suprime o ruído do ambiente nas chamadas de vídeo, melhorando a qualidade sonora.

### Câmera
O sistema de câmera traseira do Galaxy M54 5G é composto por três lentes: uma câmera grande angular de 108 MP com estabilização óptica de imagem [en] (OIS), uma câmera ultra grande angular de 8 MP e uma câmera macro de 2 MP. O telefone pode gravar vídeos em 4K a 30 fps e possui recursos de inteligência artificial (IA) para remasterizar fotos e GIFs, aplicar efeitos bokeh e apagar objetos indesejados.

### Bateria
O Galaxy M54 5G tem uma bateria de 6000 mAh (padrão) que acompanha o usuário por mais tempo a cada carga. O telefone também suporta carregamento rápido de 25W e tem um modo de economia de energia adaptável. O telefone tem duas opções de armazenamento interno: 128 GB e 256 GB, ambas com 8 GB de memória RAM. O telefone também tem um slot para cartão microSDXC e suporta dois chips Nano-SIM com conectividade 5G.

## Software
O Galaxy M54 5G roda o sistema operacional móvel Android 13 com a interface One UI 5.1 da Samsung. O telefone tem um leitor de impressão digital na lateral, um conector USB Tipo-C 2.0 e um alto-falante.

## Disponibilidade
O smartphone foi lançado no mercado brasileiro em abril de 2023 e está disponível nas cores prata e azul escuro.